# Yitzhak Laor

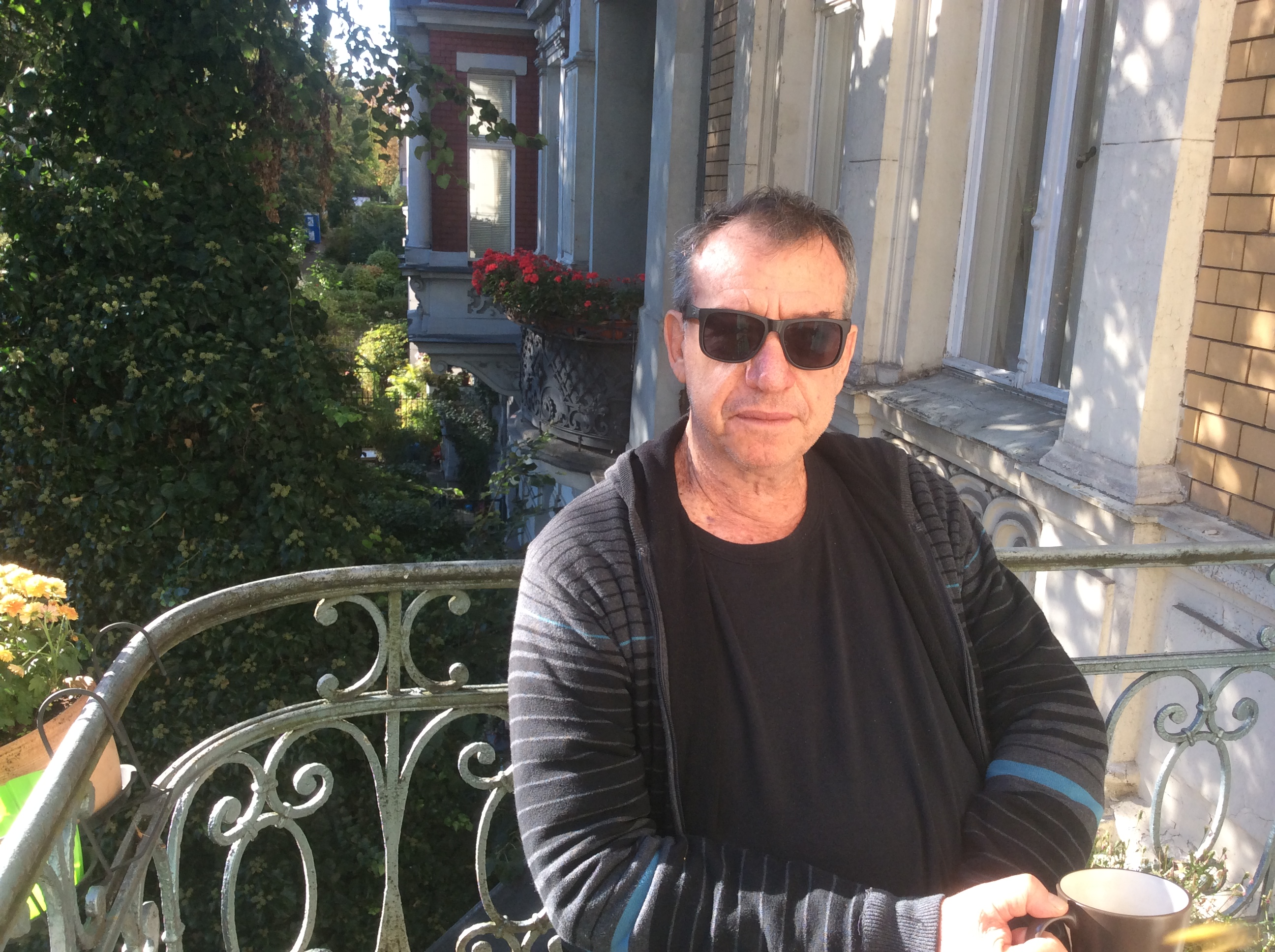
Yitzhak Laor

Yitzhak Laor (hebräisch יצחק לאור; * 1948 in Pardes Chana-Karkur, Bezirk Haifa) ist ein israelischer Schriftsteller. Der als Hochschullehrer und Journalist tätige Autor ist mit Dichtung, Theaterstücken, Essays, Romanen und Erzählbänden sowie als Literaturkritiker hervorgetreten. Der bekennende Antizionist gilt in Israel als „Enfant terrible“ der Literaturszene, da er als scharfer Kritiker der israelischen Regierungspolitik im Palästinakonflikt bekannt ist.

## Leben
Sein deutschjüdischer Vater floh 1934 rechtzeitig vor dem NS-Regime. Sein Vater zog von Bielefeld nach Palästina, seine Mutter emigrierte aus Riga.
Yitzhak Laor studierte Literaturwissenschaft. Später lehrte er an der Universität Tel Aviv an den Fakultäten für Theater und Film und später an der Jerusalemer Filmschule. Er publiziert regelmäßig Literaturrezensionen in der international bekannten israelischen Tageszeitung Ha'aretz. Unter anderem für London Review of Books schreibt er in englischer Sprache kleine Essays, Reportagen und Feuilletons über Kultur, Gesellschaft und Politik.
1972 wurde Laor inhaftiert, da er sich weigerte, in den besetzten Gebieten Palästinas Kriegsdienst zu leisten. Seine kritischen Gedichte und Romane, die sich häufig mit der Realität militärischer Besatzung und Kriegführung auseinandersetzten, brachten ihm seit den 1980er-Jahren ebenso viel Anfeindung wie Zuspruch und Lob ein. Sein Theaterstück Ephraim Hozer La-Tzavah (Ephraim kehrt zur Armee zurück) gibt eine Parodie des Antiheldenromans Ephraim Hozer La-Aspeset (Ephraim kehrt zur Luzerne zurück, 1948) des israelischen Autors S. Yizhar. Laors Drama wurde von der israelischen Zensurbehörde zunächst verboten, „weil es die Militärherrschaft in Judäa und Samaria herabsetzt“, wurde jedoch vom obersten israelischen Berufungsgericht zur Aufführung freigegeben.

## Werke
- Ephraim Hozer La-Tzavah (Ephraim Returns to the Army. Theaterstück). Timon, 1987.
- Am, Ma'achal Melachim (The People, Food for Kings. Roman). Hakibbutz Hameuchand, Tel Aviv 1993.
- Anu Kotvim Otach Moledet (Narratives With No Natives. Essays über israelische Literatur). Hakibbutz Hameuchand, Tel Aviv 1995* Steine, Gitter, Stimmen, Unionsverlag, Zürich 2003. (orig. hebräisch 1998) ISBN 3-293-00314-1.
- Ecce Homo. Unionsverlag, Zürich 2005. (orig. hebräisch 2002) ISBN 3-293-00353-2.
- Ir Ha-Leviathan (Leviathan City. Gedichte). Hakibbutz Hameuchand, Tel Aviv 2004.
- Auf dieser Erde, die in Schönheit gehüllt ist und Wörtern misstraut. Matthes & Seitz, Berlin 2017, ISBN 978-3-95757-461-9.

## Auszeichnungen
- Jehuda Amichaj Poesiepreis – 2007
- Poesiepreis des Ministerpräsidenten – 2001
- Noah Moses Prize for Literature für Ve-im Ruchi Gevijati (dt.: Steine, Gitter, Stimmen)
- Israel-Literaturpreis für Am, Ma'achal Melachim (The People, Food for Kings) 1994
- Bernstein-Preis für Laila Be-Malon Zar (A Night in a Foreign Hotel) 1993
- Poesiepreis des Ministerpräsidenten – 1991
- Kugel-Preis für Mehutz La-Gader (Outside the Fence, 1981)